# Bostafelhout
Onder de term bostafelhout wordt het hout van een vijftal nauw verwante bomen van het geslacht Cordia verstaan. Het zijn allemaal vrij kleine bomen met harige bladeren en takken en eetbare vruchten die tropisch Zuid-Amerika als hun verspreidingsgebied hebben. Ze komen in drooglandbos en
langs rivierovers voor, maar ook in kapoeweri. Ze hebben kransgewijs staande horizontale takken en hun kroon is plat. Hierdoor lijkt de boom wel wat op een tafel. De soort Cordia tetandra komt talrijk in de kuststreek van Suriname voor en wordt gewoonlijk tafelboom genoemd. De andere vijf soorten komen meer in het oerwoud (het "bos") van het binnenland voor en worden gewoonlijk bostafelboom genoemd.
1. Knooptafelboom[4][5] C. nodosa is de bekendste soort.
2. Hooglandtafelboom[5][6]C. laevifrons I.M.Johnst. 1935[7]
3. C. lomatoloba I.M.Johnst. 1937[8]
4. C. panicularis Rudge 1806[9]
5. C. sagotii I.M. Johnst. 1935[10]